# (24712) Boltzmann
(24712) Boltzmann ist ein Asteroid des Hauptgürtels, der am 12. September 1991 von den deutschen Astronomen Freimut Börngen und Lutz D. Schmadel an der Thüringer Landessternwarte Tautenburg (IAU-Code 033) in Thüringen entdeckt wurde.
Der Asteroid wurde am 4. August 2001 nach dem österreichischen Physiker und Philosophen Ludwig Boltzmann (1844–1906) benannt, der als Vollender der klassischen Physik des 19. Jahrhunderts gilt.